# قورباغه باریو
قورباغهٔ باریو (نام علمی: Insuetophrynus) یک سردهٔ تک‌نماد از قورباغه‌ها از خانوادهٔ قورباغه‌های دهان‌پرور است. تنها گونهٔ این سرده، قورباغهٔ باریو (نام علمی: Insuetophrynus acarpicus) است. این جانور، بومزاد شیلی است و تنها از چند منطقه، با ارتفاعی میان ۵۰ تا ۴۸۶ متر از سطح آب‌های آزاد، گزارش شده‌است.

## ویژگی‌ها
نرهای بالغ این دوزیست، ۴۱–۵۶ میلیمتر (۱٫۶–۲٫۲ اینچ) و ماده‌ها ۳۵–۵۳ میلیمتر (۱٫۴–۲٫۱ اینچ) طول دارند. بدن آن‌ها محکم با بازوها و پاهای عضلانی است (این قورباغه‌ها پرش‌های قدرتمندی دارند). این قورباغه، دارای پوزه‌ای پهن و گرد و چشم‌هایی بزرگ است. پشت جانور، قهوه‌ای مایل به قرمز با مقداری دانه‌های سفید است. پاهای عقب دارای نوارهای عرضی و تیره‌تر است. گلو، زرد مایل به صورتی و بخش شکمی، کم‌رنگ است. پوست در ناحیهٔ پشت، کاملاً دانه‌ای و دارای سطحی زگیل‌مانند است.

## زیستگاه و حفاظت
قورباغهٔ باریو در رودهای ساحلی در جنگل‌های معتدل زندگی می‌کند. بالغ‌ها در طول روز، زیر سنگ‌ها پنهان می‌شوند و در شب بیرون می‌آیند تا در حاشیهٔ رودخانه‌ها، تغذیه کنند. نوزادها را می‌توان در زیر سنگ‌ها در مناطق گل آلود با جریان آب کُند پیدا کرد.
این گونه دارای ناحیهٔ پراکنش کوچکی است و محدودهٔ شناسایی‌شدهٔ زیست آن، تنها ۳۳ کیلومتر در امتداد ساحل است و زیستگاه و نسل آن در معرض تهدید است.